# جنگ افسانه‌ها (فیلم ۲۰۰۰)
جنگ افسانه‌ها (به هندی: Kurukshetra) یا کوروکشترا فیلمی محصول سال ۲۰۰۰ و به کارگردانی ماهش مانجرکار است. در این فیلم بازیگرانی همچون سانجی دات، ماهیما چودری، اوم پوری، موکش ریشی، شیواجی ساتام، راکهی ساوانت، سایاجی شینده، کاشمیرا شاه و سومان رانگاناتان ایفای نقش کرده‌اند.